# Baz Warne
Pour les articles homonymes, voir Warne.
Baz Warne est un musicien britannique né le 25 mars 1964 à Sunderland, en Angleterre. Bassiste dans le groupe punk The Toy Dolls en 1983 et 1984, il est le guitariste des Stranglers depuis 2000, et leur chanteur depuis 2006.

## Biographie
Il apprend à jouer à 10 ans sur la guitare de son frère Chris. De 1974 à 1976, il vit à Vancouver, au Canada, avec sa famille, puis il revient en Angleterre. Après avoir joué dans de nombreux groupes, il auditionne en mai 1983 pour être deuxième guitariste dans les Toy Dolls. Son look (cheveux orange et blouson de cuir) plaît aux musiciens. Ils l'engagent, mais comme bassiste. C'est ainsi qu'à 19 ans, sous le nom de Bonny Baz, il joue aux États-Unis devant des milliers de personnes. 
En septembre 1984, après deux tournées américaines, Warne quitte les Toy Dolls. En 1985, il retrouve la guitare à six cordes en formant avec son frère Chris (guitare rythmique et chant) les Troubleshooters, qui deviennent en 1992 les Small Town Heroes. En 1995, le groupe part en tournée dans le Royaume-Uni avec The Stranglers. En  1997, il les suit encore dans une tournée européenne. En 1999, les Small Town Heroes se séparent. Warne se tourne alors vers la musique acoustique, et il forme un groupe de rock ancien, les Sun Devils.
En 2000, les Stranglers doivent remplacer leur guitariste John Ellis. Le bassiste Jean-Jacques Burnel songe notamment à Baz Warne. Celui-ci décline d'abord l'offre pour raisons familiales, puis finit par auditionner le 6 avril. Il est engagé. Il débute sur scène avec le groupe dans trois concerts réservés aux troupes déployées au Kosovo. Son premier concert public avec les Stranglers a lieu le 27 mai, au festival Schwung, en Belgique. En 2004, il participe à la tournée européenne du groupe. Les Stranglers y reprennent les titres qui ont marqué leur succès international.
En 2006, leur chanteur Paul Roberts quitte le groupe en plein milieu de l'enregistrement de l'album Suite XVI. Jean-Jacques Burnel et Warne se répartissent alors le chant : Warne prête sa voix sur six morceaux de l'album. Les Stranglers se retrouvent donc, comme dans leur période 1975-1990, à quatre musiciens. Warne devient le chanteur du groupe (en dehors de morceaux traditionnellement chantés par Burnel), sur scène et en studio : en 2012, il est le chanteur sur l'album Giants. 
Il joue le rôle de Coburn dans Sucker Punch, film de Malcolm Martin sorti en 2008 (à ne pas confondre avec le film du même nom, de Zack Snyder, sorti en 2011). Jean-Jacques Burnel et Warne y assurent quelques morceaux musicaux, dont Unbroken et Camden Afternoon. 
Le 16 mars 2013 à Birmingham, il joue son 500e concert avec les Stranglers. « JJ » Burnel lui offre une récompense commémorative.